# Enculești, Argeș
Enculești este un sat ce aparține orașului Ștefănești din județul Argeș, Muntenia, România. Satul Enculești aparține administrativ de orașul Ștefănești.